# Zumpango del Río
Zumpango del Río ist ein Ort im mexikanischen Bundesstaat Guerrero. Zumpango del Río ist der Sitz des Municipio Eduardo Neri. Der Ort hat 24.719 Einwohner.
Der Name Zumpango kommt aus dem Nahuatl: tzompantli bedeutet Schädelmauer, und -co bedeutet „Ort, Stelle“, also in etwa „Ort wo Schädelmauer“.